# 圣洛朗昂格朗沃
圣洛朗昂格朗沃（法語：Saint-Laurent-en-Grandvaux，法語發音：[sɛ̃ loʁɑ̃ ɑ̃ ɡʁɑ̃vo]）是法国汝拉省的一个市镇，属于圣克洛德区。

## 地理
圣洛朗昂格朗沃（46°34'32"N, 5°57'22"E）面积17.57 平方千米，位于法国勃艮第-弗朗什-孔泰大區汝拉省，该省份为法国东部内陆省份，北起上索恩省，西北接科多尔省，西临索恩-卢瓦尔省，南至安省，东与杜省和瑞士接壤。
与圣洛朗昂格朗沃接壤的市镇（或旧市镇、城区）包括：福尔迪普拉讷、拉绍米斯、拉克德鲁日特吕特、莫尔比耶、圣皮埃尔、格朗德里维耶尔堡。

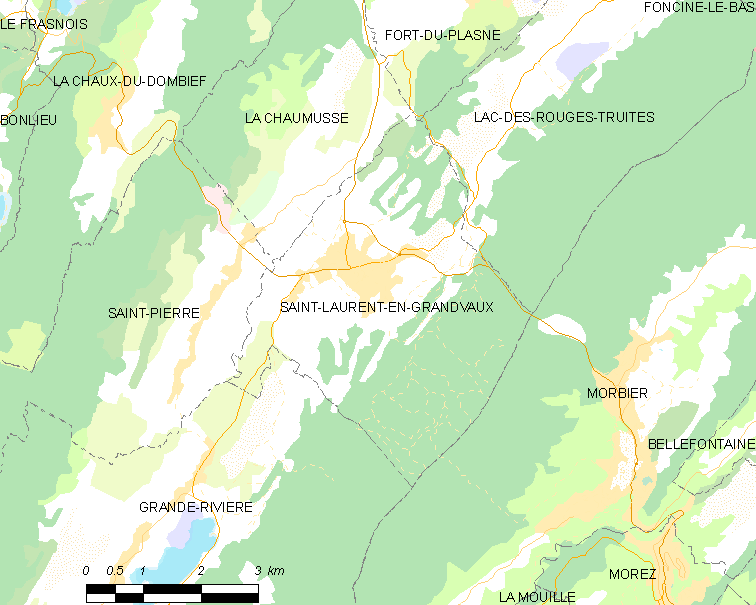
圣洛朗昂格朗沃的OSM定位图

圣洛朗昂格朗沃的时区为UTC+01:00、UTC+02:00（夏令时）。

## 行政
圣洛朗昂格朗沃的邮政编码为39150，INSEE市镇编码为39487。

## 政治
圣洛朗昂格朗沃所属的省级选区为圣洛朗昂格朗沃县。

## 人口

1962-2008年间圣洛朗昂格朗沃人口变化图示

圣洛朗昂格朗沃于2022年1月1日时的人口数量为1818人。